# Heribert Stroppe
Heribert Stroppe (* 11. November 1932 in Preschkau, Tschechoslowakei; † 7. Dezember 2017 in Magdeburg) war ein deutscher Physiker und Hochschullehrer.

## Leben
Nach seinem Studium der Physik arbeitete Stroppe ab 1959 als Assistent mit Lehrauftrag am Institut für Werkstoffkunde und Werkstoffprüfung an der Hochschule für Schwermaschinenbau Magdeburg.
Er promovierte 1961 an der Technischen Hochschule Magdeburg mit einer Arbeit zum Thema Über ein Meß- und Registrierverfahren zur schnellen Bestimmung elastischer Spannungen in Werkstoffen mit Hilfe von Röntgeninterferenzen.
Ab 1963 war er Oberassistent am Institut für Werkstoffkunde und Werkstoffprüfung an der TH Magdeburg.
Er habilitierte sich 1965 ebenda mit einer Arbeit zum Thema Beitrag zur Theorie des elastisch-plastischen Verhaltens von Grauguß.
Er wurde zum ordentlichen Professor für Technische Physik berufen und zum Direktor der Sektion Physik an der TU Magdeburg ernannt.

## Forschungsgebiete
Stroppe forschte auf dem Gebiet der Werkstoffprüfung.
Er bearbeitete Forschungsprojekte für die Automobilindustrie.
Außerdem schrieb er Lehrbücher für das Physikstudium, die zahlreiche Neuauflagen erlebten.

## Auszeichnungen
1982 erhielt Stroppe als Mitglied des Kollektivs der Technischen Hochschule Otto von Guericke Magdeburg, „Bruchmechanik“ die Humboldt-Medaille in Gold.

## Mitgliedschaften
Stroppe engagierte sich im Professorenkollegium Emeritio, das sich der allgemeinverständlichen Wissensweitergabe an breite Bevölkerungsschichten widmet.

## Schriften (Auswahl)
- Magnetische und magnetinduktive Werkstoffprüfung. Deutscher Verlag für Grundstoffindustrie, Leipzig 1969.
- mit Adolf Neubauer, Harry Wolf: Hochgeschwindigkeitstechnologie der Metallbearbeitung. Verlag Technik, Berlin 1988, ISBN 978-3-341-00441-8.
- Formeln und Sätze der Physik. Hanser, München 1994, ISBN 978-3-446-15799-6.
- mit Cetin Morris Sonsino, Rüdiger Bähr: Einfluss von Poren und Kerben auf die Ermüdungsfestigkeit von Aluminiumgussteilen. In: NE-Metallgusswerkstoffe. Heft 8, 2011, S. 20–25.
- mit Karlheinz Schiebold, Bernd Hentling, Frank-Dieter Krüger: Wirbelstrom – Materialprüfung. Castell, Wuppertal 2012, ISBN 978-3-934255-49-4.
- Physik. Beispiele und Aufgaben. Hanser, München 2016, ISBN 978-3-446-44979-4.
- Physik. Für Studierende der Natur- und Ingenieurwissenschaften. Hanser, München 2018, ISBN 978-3-446-45533-7.